# Гемунупура (Грама Ніладхарі, підрозділ ОС Ухана)
Грама Ніладхарі Гемунупура (№ W/94A/4) — Грама Ніладхарі підрозділу ОС Ухана, округ Ампара, Східна провінція, Шрі-Ланка.

## Демографія
| Населення (2007) | Населення (2007) | Населення (2007) | Населення (2007) | Населення (2007) |
| Населення        | Чоловіки         | Жінки            | Діти             | Дорослі          |
| ---------------- | ---------------- | ---------------- | ---------------- | ---------------- |
| 1051             | 499              | 552              | 311              | 740              |